# 片山直憲
片山 直憲（かたやま なおのり、1903年7月25日 - 1982年1月2日）は、岡山県生まれの通商産業省キャリア官僚。弁理士および中央大学評議員としての貢献により、1979年春の叙勲で勲五等雙光旭日章を受章した。

## 略歴
岡山県和気郡和気町出身。岡山県士族。江戸時代には、池田藩で代々蘭学者や御典医を務めた家系である。石生小学校、旧制岡山県第一岡山中学校（現・岡山県立岡山朝日高等学校）、旧制第六高等学校(現・岡山大学教養部)卒業。1928年3月旧制中央大学法学部英法科卒業。高等試験行政科合格後、当時の商工省(現・経済産業省)入省。
通商産業省鉱山保安局や産業局出願課長等を歴任した。退官後は、実業界に転じた。かつて代議士の書生をしていた経緯から親交があった三菱信託銀行会長千頭暎臣の推薦により、弁理士、大日本企業（株）常務取締役（三菱地所グループ）、学校法人中央大学評議員を通算で24年間(1955年～1979年)務めた。

## 親族
実父は政治家で、岡山県和気郡和気村長・町長を務めた片山末吉(東京帝国大学法科大学卒業)。従兄弟は同じく政治家で、岡山県赤磐郡石生村長を務めた片山増衛。又従兄弟は化学者で、東北帝国大学を経て東京帝国大学教授を務めた片山正夫。孫は憲法学者で、一般社団法人日本安全保障戦略研究所研究員を務める片山和則（同じく中央大学法学部卒業）。
親類縁者には、政治家で、秋田県知事、秋島建設会長を務めた池田徳治がいる。和気清麻呂ゆかりの地である岡山県備前、和気と深く関係のある人物である。